# Parco avventura

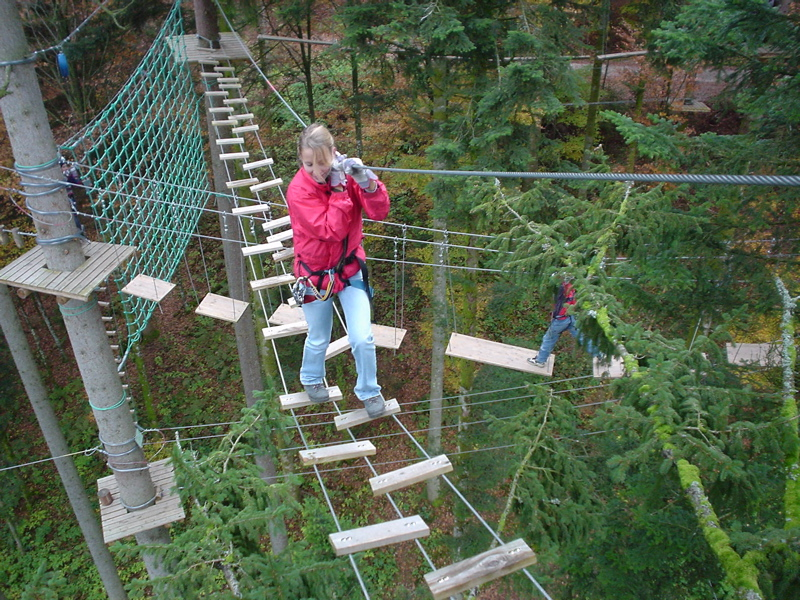
Un esempio di percorsi di un parco avventura che si intersecano sugli alberi. In questo caso il parco avventura a Rüschegg (Svizzera).

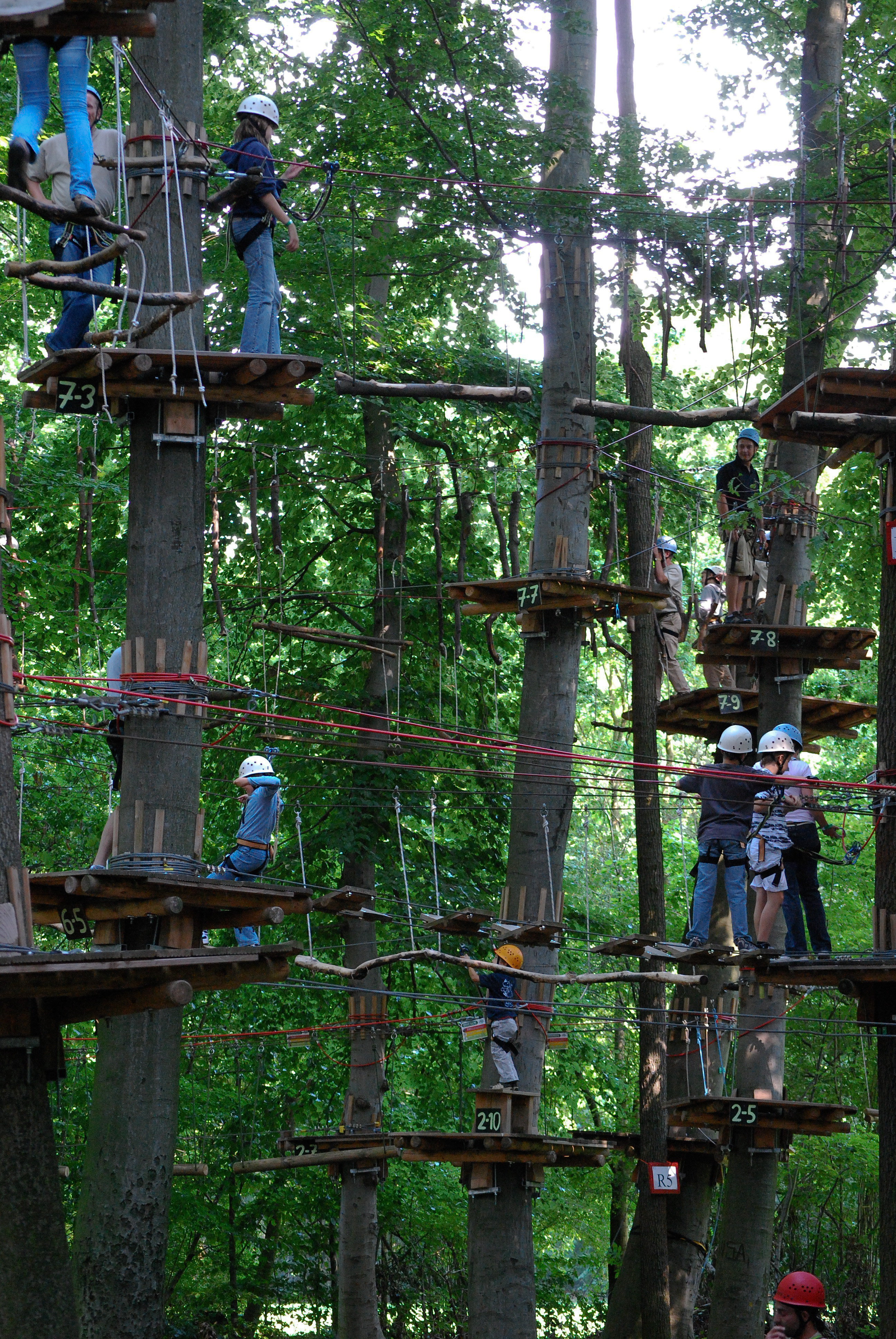
Altro esempio di parco avventura (presso Offenbach am Main, Germania).

Un parco avventura, chiamato comunemente anche percorso acrobatico in altezza, è una tipologia di parco divertimenti, costituito da diversi percorsi aerei posti a varie altezze da terra che, con l'aiuto di liane, ponti tibetani, cavi (teleferiche), reti e passerelle, permettono di passare da un albero all'altro (o apposita struttura artificiale) in estrema sicurezza.
Il termine più comunemente usato in Italia per definire l'attività nei parchi avventura è Tarzaning oppure, più recentemente, Arboring, dal latino arbor ovvero albero. Tale attività è da non confondere con l'arrampicata su albero, pratica sportiva e professionale differente e usata, in questo caso, per la costruzione degli impianti dei parchi avventura.

## Normativa di riferimento
In tutta Europa, Italia compresa, le attività dei parchi avventura sono regolate da una normativa specifica sia per quanto riguarda la costruzione che la gestione dell'attività. La normativa è pubblicata in Italia dall'UNI e ha la sigla UNI EN 15567:2020. Ogni impianto è tenuto al rispetto delle norme per fornire ai propri clienti il giusto livello di sicurezza e consentire a tutti di potersi divertire senza rischi. La normativa impone, fra le varie prescrizioni, rigidi controlli con cadenza almeno annuale, effettuati da organi indipendenti e dovutamente accreditati.

## Tipologia di attività
I percorsi dei parchi avventura sono differenziati per difficoltà e impegno crescente e sono l'ideale connubio fra attività ludica, esperienza formativa e pratica sportiva. Per questo i parchi avventura riscuotono sempre maggior successo per le gite d'istruzione scolastiche, le attività ricreative dei centri estivi e le pratiche di Team Building aziendale.

## Difficoltà dei percorsi
Prima di poter accedere ai percorsi è obbligatorio indossare un'apposita imbragatura con una doppia longe dotata di moschettoni e carrucola, casco e, volendo, dei guanti. Successivamente si deve seguire una breve lezione teorico-pratica (briefing) condotta da istruttori specificatamente formati. Dopo questa fase introduttiva è possibile affrontare i diversi percorsi con autonomia e in tutta sicurezza.
Negli ultimi anni si stanno diffondendo ulteriori sistemi di sicurezza, come le linee di vita continua e le longe intelligenti, sistemi che impediscono agli utenti di sganciarsi anche momentaneamente dalla linea di vita, riducendo praticamente a zero il rischio di incidenti gravi.
Normalmente i percorsi si distinguono per l'utilizzo di bambini e adulti. Ci sono percorsi per diversi livelli di abilità che per convenzione vengono contraddistinti con colori come le piste da sci, come ad esempio verde, blu, rosso e nero.